# 윤석남
윤석남(만주, 1939년 ~ )은 대한민국의 미술가이다. '여성주의 미술의 대모, 페미니스트 화가 1세대'라는 별칭이 있다.

## 생애
윤석남은 1939년 만주 봉천에서 출생하였다. 1937년 가족이 만주로 이주하였고, 윤석남은 1939년 만주에서 태어났으며 광복되기 전까지 만주에서 생활했다. 3남 3녀 중에 셋째인데, 아버지는 아들을 낳기 바라는 마음에서 '석남'이라는 이름을 지었고 이후 세 명의 남동생이 태어났다. 아버지 윤백남(尹白男)은 소설가, 극작가, 영화감독으로서 한국 최초의 극영화 '월하의 맹서'를 촬영한 바 있다. 1954년 아버지가 유산을 거의 남기지 않은 채 병사하였고, 이후 서른아홉 살의 나이에 전업주부였던 어머니는 6남매를 둔 가장으로서 가정을 이끌었다. 그 때 막내 동생은 2살이었다. 서울대학교 사범대학 부설고등학교를 졸업하였고, 직장 생활 중 1966년부터 성균관대학교 영문과에 야간으로 입학해서 1년 남짓 공부하였으며, 1983년부터 2년 동안 뉴욕의 프랫 인스티튜트 그래픽센터에서 '판화'를, 아트 스튜던트 리그에서 '회화'를 공부했다. 직장 생활을 하다가 스물여덟 살에 결혼하면서 퇴직하였고 결혼 생활 8년이 된 무렵에 딸을 낳았다.
어머니 원정숙(1915년 ~ 2010년)은 하숙집 딸이었고, 초등학교만 겨우 마친 학력에도 표도르 도스토옙스키의 <죄와 벌>, <카라마조프가의 형제들> 등을 즐겨 읽던 여성이었으며, 신문에 연재되는 유명 소설가 윤백남의 글의 팬이었다. 원정숙의 우상이었던 윤백남이 어느 날 원정숙의 집에서 하숙을 하게 되었고 이후 원정숙은 열아홉 살에 스물일곱 살이 많은 윤백남의 첩이 되었으며 윤백남과의 사이에 6남매를 두었다. 윤석남은 유부남이었던 윤백남이 원정숙을 첩으로 삼은 것은 잘못한 일이고 아버지니까 용서할 일이 아니라고 생각했다. 윤석남은 자신의 어머니를 낙천적이고 당당한 성향의 인물로 평가하면서 그것이 자신들을 자존감 있는 사람으로 성장케 했다고 말했고 첩의 자식이었지만 그것이 자존감에 부정적인 영향을 주지는 않았다고 했다.
윤석남은 초등학교 3학년 때 화가의 꿈을 꾸었으나 경제적 궁핍으로 인해 꿈을 펼치지 못하였다가 마흔 살 전후 화가의 길에 들어섰다. 남편의 사업이 성공하면서 경제적으로 풍요로운 생활을 하였지만 표현에 대한 열망으로 심리적 갈등을 겪기 시작하였고 이에 정식 미술 교육을 받은 바는 없으나 30대 후반 서예를 시작했다. 시인 박두진이 서예를 가르치니 함께 배우자고 한 친구가 있어 그 길에 들어서게 되었다. 그러나 4년 정도 서예에 몰두한 무렵 박두진이 임서기간(臨書其間, 스승이 써 준 문자를 서체 그대로 베껴서 연습하는 기간) 20년이라는 말을 하였고 이에 그림으로 표현 매체를 바꾸어 화가 이종무로부터 그림을 두 달 배웠다. 이후 마음 가는 대로 표현하고 싶어서 스승을 따로 두지 않고 어머니를 모델로 삼아 그림을 그렸다. 2년 정도 어머니와 주변 아주머니들을 모델로 삼아 그림에 몰두했고, 1982년 첫 개인전을 연 이후 많은 화가들과 교류할 수 있었으며, 여러 단체전에도 초대를 받았다. 1980년대 추상 일변도의 당대 화단에서 익숙하지 않은 그의 스타일 때문에 주목을 받았다. 이후 세상에 이름을 서서히 알리기 시작했다.
윤석남은 1985년 김인순, 김진숙 작가 등과 함께 '시월모임'을 결성해 1985년 10월 9일부터 10월 15일까지 관훈갤러리에서 제1회 시월모임전을 개최했다. 대한민국 여성주의 미술의 시원이라 평가되는 시월모임 2회전 '반에서 하나로'를 1986년 개최했다. 인문사회계열 여성학자와 여성 문인들로 구성된 '또 하나의 문화' 회원이 되어 여성주의에 대한 공부를 했고, 시월모임 회원들과 함께 민족미술협의회 내 여성미술분과의 주축이 되었으며, 여성문제를 탐구하는 다양한 활동을 펼쳤다. 1995년 베네치아 비엔날레 한국 특별전에 설치작품 '어머니의 이야기'로 참여했다. 1996년 여성미술가 최초로 이중섭미술가상을 수상했고, 1997년 국무총리상을 받았다.
이후 윤석남은 자연과 여성을 주제로 한 작품 활동을 꾸준히 해왔고 일본군 위안부 기념관 건립기념전, 여성미술제 등에 참여하였다. 2014년 2월, 미국 시카고한인문화회관에서 ‘어머니의 눈으로(Through the eyes of the mother)’전이 열렸고 윤석남도 다른 작가들과 함께 이 전시회에 참여하였다.

## 학력
- 서울대학교 사범대학 부설고등학교
- 성균관대학교 영문과(1966년 ~ 1967년)
- 뉴욕의 '프랫 인스티튜트 그래픽센터'와 '아트 스튜던트 리그'에서 수학(1983년 ~ 1984년)

## 경력
- 1982년: 서울미술회관(현 아르코미술관) 개인전 <윤석남>전
- 1993년: 금호미술관 개인전 <어머니의 눈>
- 1995년: 베니스비엔날레 한국 특별전 참가
- 1997년: 조선일보미술관 개인전 <빛의 파종>
- 1999년: 예술의 전당 <'99여성미술제:팥쥐들의 행진>전 참가
- 2000년: 광주비엔날레 <人十間:광주비엔날레2000> 본전시 참가
- 2001년: 서울시립미술관 <가족>전 참가
- 2003년: 일민미술관 개인전 <늘어나다>
- 2005년: 과천 국립현대미술관 <광복60주년기념 한국미술 100년전> 참가
- 2007년: 경기도미술관 <경기, 1번 국도>전 참가
- 2008년: 아르코미술관 개인전 <윤석남:1,025:사람과 사람없이>전, 경기도미술관 <언니가 돌아왔다>전 참가
- 2009년: 학고재 개인전 <윤석남>전

## 상훈
- 1996년: 제8회 이중섭미술상 수상
- 1997년: 국무총리상
- 2007년: 제4회 고정희상 수상
- 2018년 대통령상 수상

## 관련 방송
- 799회 《MBC 스페셜 - 핑크를 찢다 화가 윤석남》(2019년 3월 4일)